# Porte de Clichy (Métro Paris)
Der U-Bahnhof Porte de Clichy ist ein unterirdischer Umsteigebahnhof der Linien 13 und 14 der Pariser Métro. Zudem kann am verknüpften Bahnhof Porte de Clichy zu den Zügen der Linie C des S-Bahn-Netzes Réseau express régional (RER) umgestiegen werden, und seit dem 24. November 2018 hält an der Porte de Clichy auch die Straßenbahnlinie T3b.

## Lage
Der U-Bahnhof befindet sich im Quartier des Épinettes des 17. Arrondissements von Paris. Die beiden Stationen der Linie 13 liegen an deren Westast beiderseits des Straßenzugs Avenue de Clichy–Avenue der la Porte-de-Clichy, die Station der Linie 14 seitlich längs der Avenue der la Porte-de-Clichy nördlich deren Kreuzung mit dem Straßenzug Boulevard Berthier–Boulevard Bessières (Teil der Boulevards des Maréchaux).

## Name

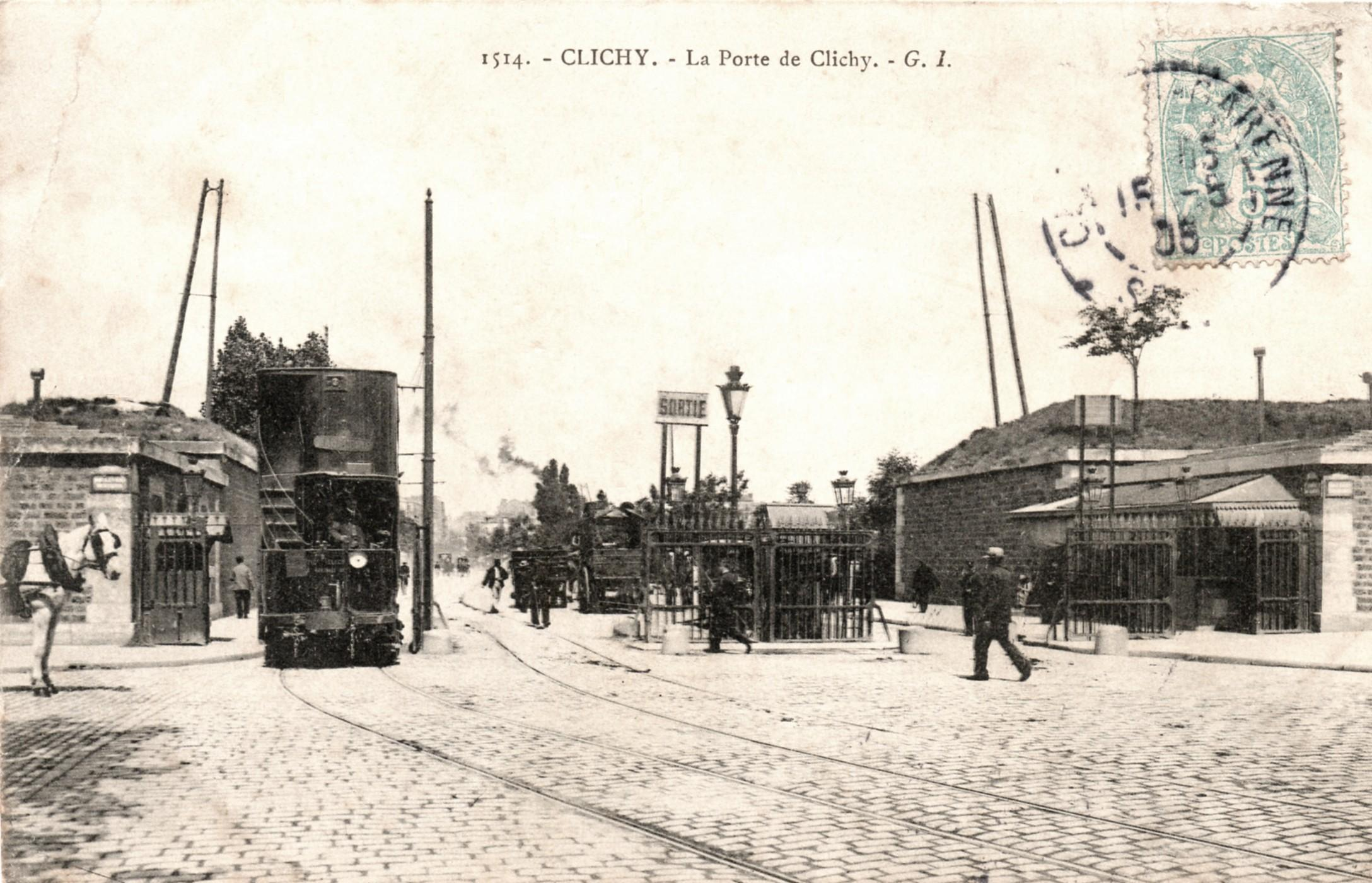
Porte de Clichy zwischen den Mauern der Thiersschen Stadtbefestigung (um 1904)

Den Namen gibt die Porte de Clichy. Durch das ehemalige Tor in der Thiersschen Stadtbefestigung führte die Straße von Paris in den nordwestlich der Stadt gelegenen Vorort Clichy. Der Name Clichy leitet sich vermutlich von einem ehemaligen Grundbesitzer namens Cleppuis her.

## Geschichte und Beschreibung

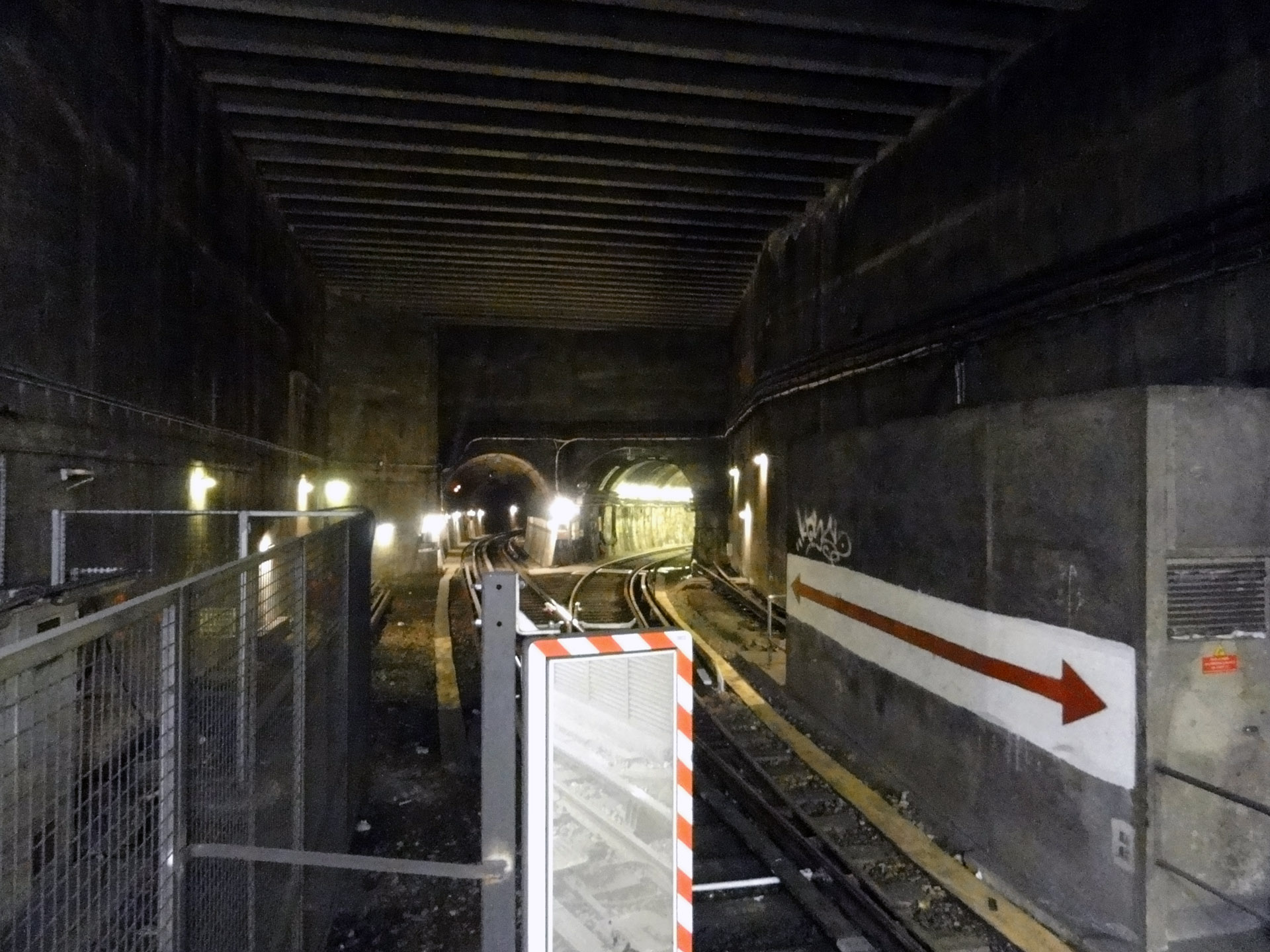
Mündung des Streckengleises von Les Courtilles (links) in die alte Endschleife

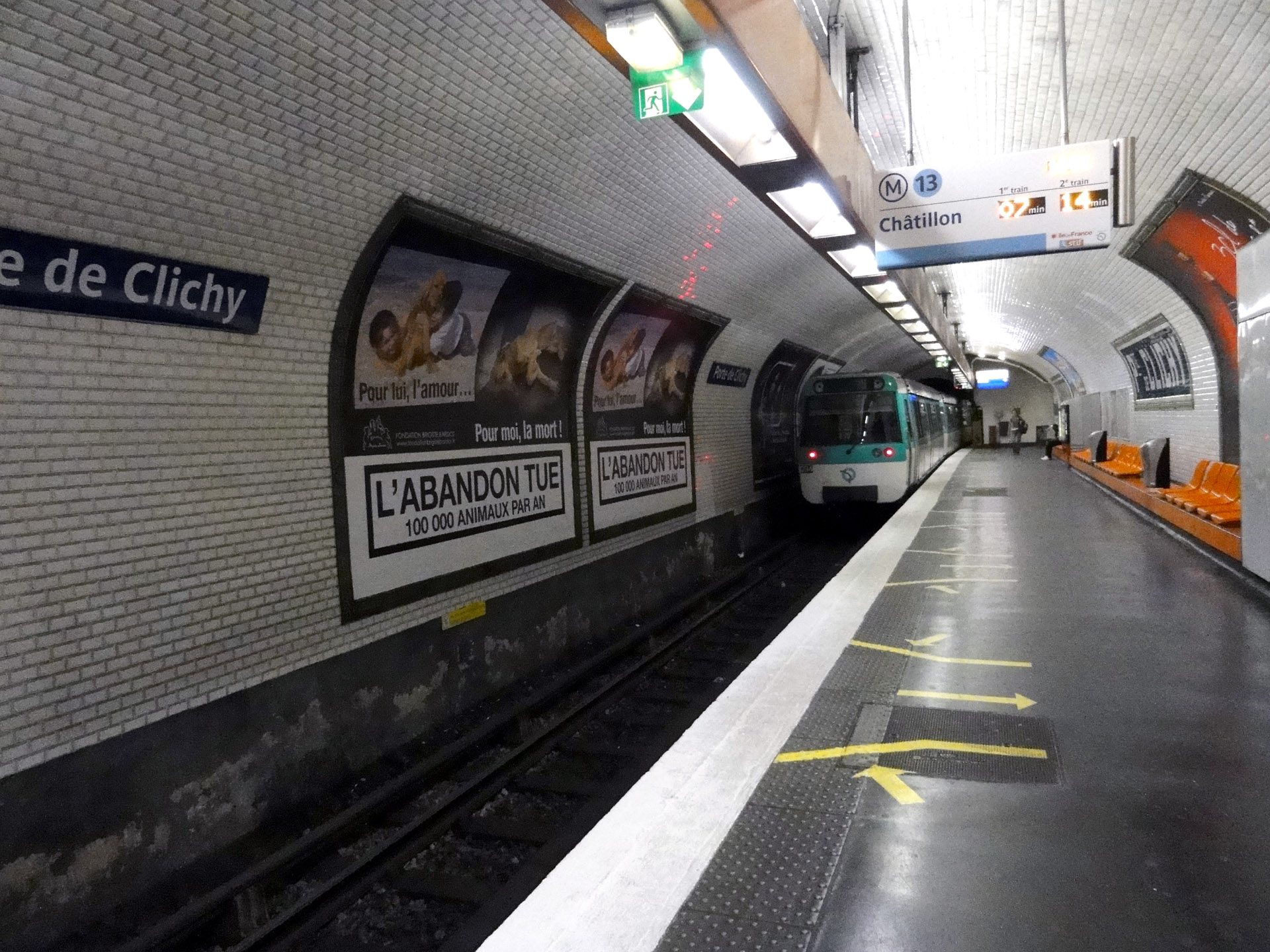
Stadteinwärtige Station der Linie 13 mit Zug der Baureihe MF 77

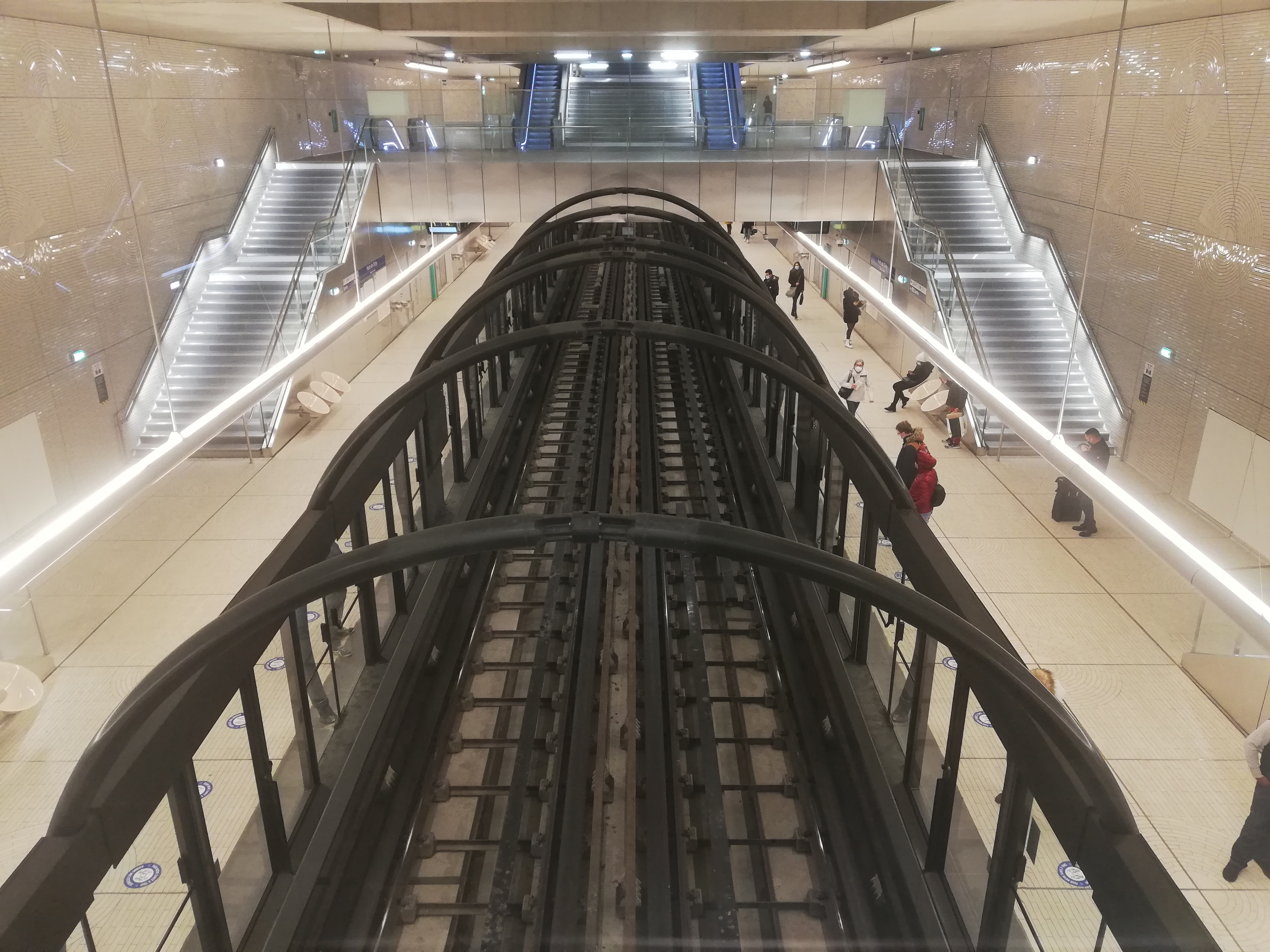
Station der Linie 14

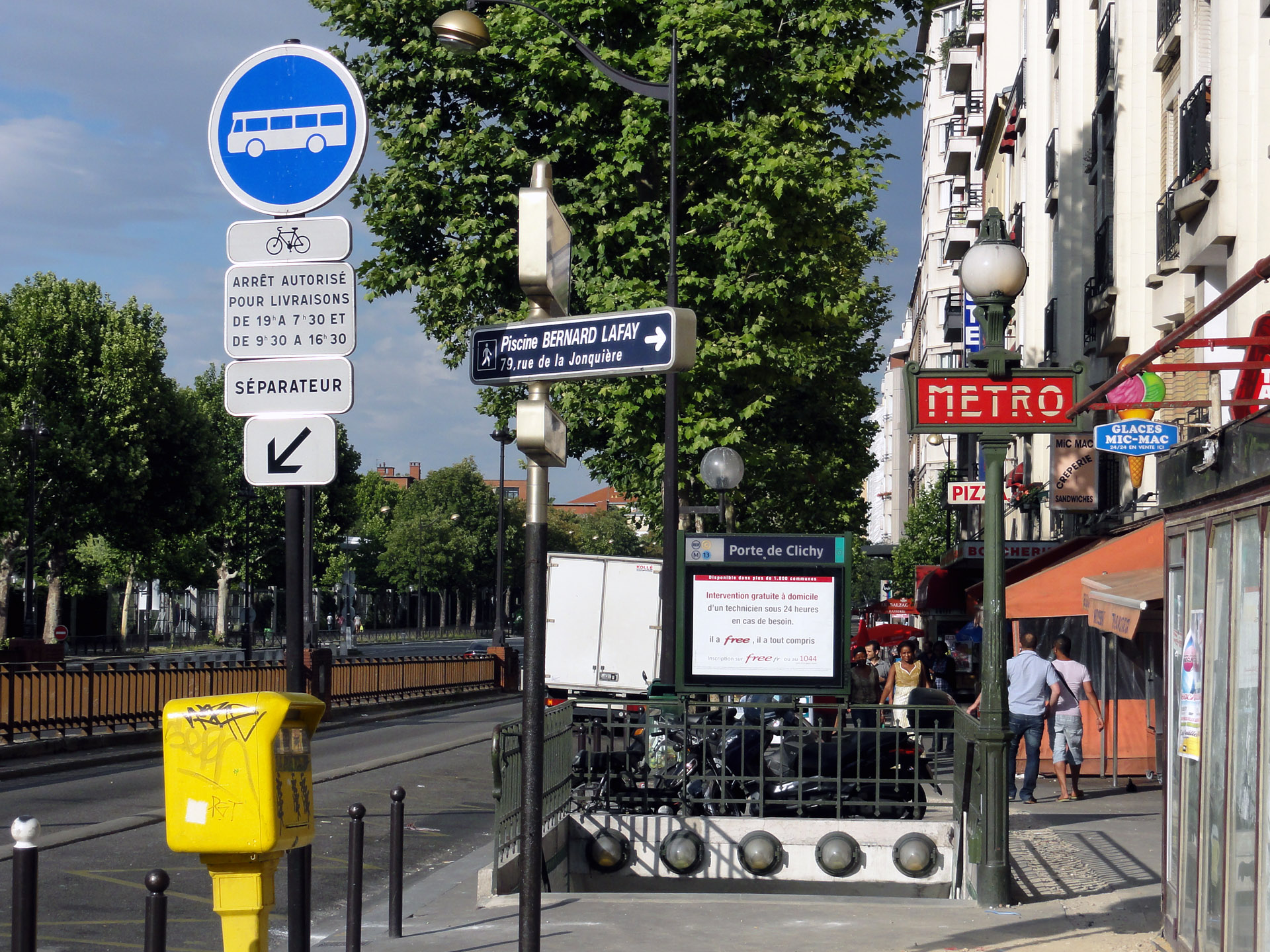
Zugang am Boulevard Bessières mit Dervaux-Kandelaber

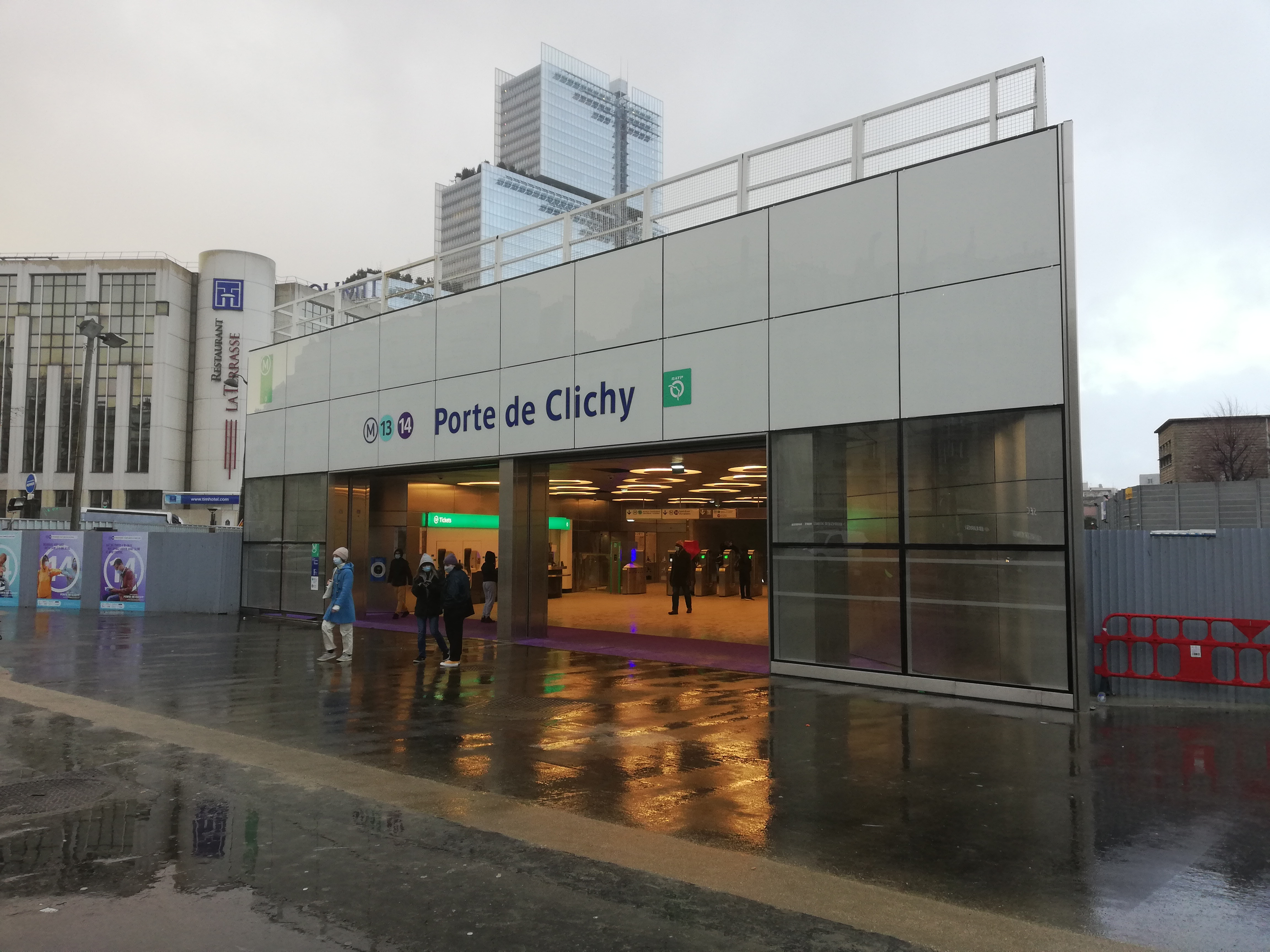
Neues Zugangsbauwerk am Boulevard Bessières

Die beiden Stationen der Linie 13 wurden am 20. Januar 1912 von der Société du chemin de fer électrique souterrain Nord-Sud de Paris (Nord-Sud) eröffnet, als diese den westlichen Ast ihrer Linie B von La Fourche nach Porte de Clichy in Betrieb nahm. Im Zuge der Übernahme der Nord-Sud durch die Compagnie du chemin de fer métropolitain de Paris (CMP) am 1. Januar 1930 wurde die Linie B am 27. März 1931 in Linie 13 umbenannt. Bis zum 3. Mai 1980 war sie der Endpunkt des Nordwestasts der Linie.
Die Linie 13 weist dort eine eingleisige Wendeschleife in der Form eines Tennisschlägers auf. Der ehemalige Endbahnhof besteht aus zwei voneinander getrennten, eingleisigen Stationen mit Bahnsteigen an den Außenseiten, die kurz hinter der Teilung des Streckentunnels liegen. Deren Hallen weisen jeweils einen elliptischen Querschnitt auf, ihre Decken und Wände sind weiß gefliest; sie sind jeweils 75 m lang. Wegen der bei der Nord-Sud installierten Oberleitung sind sie gegenüber den Stationen der seinerzeit konkurrierenden CMP geringfügig höher, und die Seitenwände folgen im unteren Bereich nicht wie bei den Stationen der CMP der Krümmung der Ellipse. 1980 wurde die Linie 13 durch Clichy hindurch zunächst um zwei Stationen bis Gabriel Péri verlängert, wobei die alten Anlagen beibehalten wurden. Die neuen Streckengleise münden in die Schleifenführung bzw. gehen von ihr ab, Schleifenfahrten sind weiterhin möglich.
Am 14. Dezember 2020 ging die nördliche Verlängerung der vollautomatischen Linie 14 von Saint-Lazare bis Mairie de Saint-Ouen in Betrieb. Deren 120,5 m lange Station Porte de Clichy liegt in 26 m Tiefe unterhalb der Ebene der Linie 13 innerhalb des Bereichs deren Wendeschleife. Sie weist zwei Seitenbahnsteige an den beiden Streckengleisen und Bahnsteigtüren auf.
Je ein Zugang liegt am Boulevard Berthier bzw. am Boulevard Bessières nahe der Einmündung der Avenue de Clichy und ist mit einem von Adolphe Dervaux im Stil des Art déco entworfenen Kandelaber markiert. Mit dem Bau der Station der Linie 14 entstanden ein Zugangsbauwerk an der Ecke des Boulevard Bessières mit der Avenue der la Porte-de-Clichy und weitere Zugänge.

## Fahrzeuge
Auf der Linie 13 liefen zunächst Fahrzeuge der Bauart Sprague-Thomson mit Modifikationen gemäß den Vorgaben der Betreibergesellschaft Nord-Sud. Ab Februar 1952 wurden sie durch die Baureihe MA ersetzt, jene ab 1975 wiederum durch die Baureihe MF 67. 1978 erhielt die Linie als erste im Netz die neuen Züge der Baureihe MF 77, die seitdem als einziger Fahrzeugtyp dort verkehrt.
Die Linie 14 wird mit fahrerlosen, gummibereiften Fahrzeugen der Baureihen MP 89 CA und MP 05 betrieben.

## Umgebung
- Cité judiciaire de Paris
- Friedhof Cimetière des Batignolles
- IT-Schule 42